# 山水街道
山水街道是中华人民共和国黑龙江省佳木斯市前进区下辖的一个街道办事处。

## 行政区划
山水街道下辖以下村级行政区划单位：
山水社区、新立社区、丰润社区、宏达社区、双合社区、江口社区、佳莲社区、南岗村。